# Права ЛГБТ в Уганде
Как мужская, так и женская гомосексуальность в Уганде табуируется в обществе. Однополые отношения между мужчинами, согласно параграфам 145 и 148 Уголовного кодекса Уганды в редакции 1950 года, являются преступлением. С 2000 года также и женщины-лесбиянки привлекаются к суду, однако и не в столь большом количестве как мужчины.
24 февраля 2014 года президент страны Йовери Мусевени подписал принятый ранее парламентом страны закон, значительно ужесточающий наказания за однополые контакты, а также вводящий в ранг уголовных преступлений любое публичное проявление гомосексуальности и правозащитную деятельность ЛГБТ-активистов. 1 августа 2014 года закон был отменён Конституционным судом страны по причине принятия его парламентариями без необходимого кворума.

## Ситуация в обществе
Гомосексуальность считается в угандийском обществе чуждой африканской культуре и христианским ценностям.
По причине нелегальности гомосексуальности в стране отсутствует какое-либо ЛГБТ-движение. Само явление гомосексуальности табуируется. Например, в 2004 году угандийская радиостанция Radio Simba была оштрафована на 1000 долларов и была вынуждена принести публичные извинения из-за того, что в одной из её передач принял участие гомосексуал.
В октябре 2010 года угандийская газета «Rolling Stone» на своих страницах сделала аутинг для ста человек, опубликовав их имена и фотографии, и открыто призывала «вешать гомосексуалов». Угандийский ЛГБТ-активист Дэвид Като находился также в опубликованном списке. Он вместе с другими активистами обратился в суд, который 2 ноября 2010 года обязал журнал прекратить публикацию фотографий и адресов. Сразу после вынесения судебного решения главный редактор «Rolling Stone» заявил:
Я не читал предписание суда, война против геев должна продолжаться. Мы обязаны защитить наших детей от угрозы, исходящей от грязных гомосексуалов.
3 января 2011 года Высший суд Уганды вынес решение, согласно которому публикация списков и подстрекательство к насилию, а также угрозы в отношении Като и других истцов ущемляет их основные права и свободы и унижает человеческое достоинство, а также нарушает конституционное право на неприкосновенность частной жизни. Суд обязал издание выплатить Като и другим истцам полтора миллиона угандийских шиллингов каждому.
26 января 2011 года во время разговора по телефону в собственном доме Като подвергся нападению со стороны злоумышленника, который ударил его по голове молотком по крайней мере два раза, после чего Дэвид скончался по пути в больницу.
В ноябре 2015 года, в преддверии визита в страну папы Римского Франциска, ряд гей-активистов обратились к нему с просьбой о заступничестве. По мнению директора неправительственной организации «Сексуальные меньшинства Уганды» Фрэнка Мугиши, «в том случае, если Папа будет проповедовать о правах геев, угандийцы не станут слушать; но если он будет говорить о правах, терпимости и равенстве, Уганда выслушает его».

## Законодательство в отношении геев и лесбиянок

### Текущее правовое положение
Согласно § 145a Уголовного кодекса Уганды, «противоречащие природе сексуальные акты» наказываются денежным штрафом или лишением свободы сроком до 14 лет. Данный параграф УК постоянно применяется на практике для запугивания и преследования гомосексуальных мужчин. В новой редакции УК 2000 года (англ. Penal Code Amendment Act 2000) преступными считаются также и гомосексуальные отношения между женщинами.
29 сентября 2005 года президент Уганды Йовери Мусевени подписал закон, запрещающий однополые браки в стране.

### Ужесточение законодательства
- Пожизненное заключение за однополый секс, включая оральный.
- Пожизненное заключение за «усугубляющий гомосексуализм», включая секс с несовершеннолетними или сознательное вступление в половые отношения ВИЧ-инфицированных.
- Пожизненное заключение за жизнь в однополом браке.
- Семь лет тюрьмы за «попытку вступления в гомосексуальные отношения».
- От пяти до семи лет тюрьмы или штраф в 40 тысяч долларов за пропаганду гомосексуализма.

С осени 2009 года правительство Уганды обсуждало новый антигомосексуальный законопроект (см. Uganda Anti-Homosexuality Bill), значительно ужесточающий наказание за гомосексуализм. Законопроект, предложенный 14 октября 2009 депутатом парламента Дэвидом Бахати, предполагал увеличить наказание за гомосексуальные отношения до пожизненного лишения свободы. За «отягчающий гомосексуализм» предполагалась смертная казнь. За любую помощь гомосексуалам, в том числе сдачу им жилья, предполагалась наказывать тюремным сроком до семи лет. Недонесение в течение суток на геев, согласно законопроекту, должно караться лишением свободы до трёх лет.
Против обсуждаемого законопроекта в 2009 году высказывались правительства многих стран, а также Европейский парламент и Организация Объединённых Наций. Многие страны, например, Германия, Швеция, Великобритания и США обсуждали возможность воздействия на Уганду путём прекращения поставок гуманитарной помощи в страну.
В результате многочисленных демонстраций против законопроекта и давления западных стран голосование по законопроекту постоянно откладывалось. В конце августа 2011 года Кабинет министров Уганды блокировал законопроект, сославшись на то, что существующих в стране законов уже достаточно для наказания за гомосексуальность. Однако уже в октябре 2011 года Парламент Уганды проголосовал за возобновление дебатов по законопроекту.
Однако 20 декабря 2013 года парламентом страны законопроект, значительно ужесточающий антигомосексуальное законодательство и предусматривающий за однополые контакты наказание вплоть до пожизненного заключения, был принят парламентом Уганды. Согласно поправкам, за однополые связи предполагается уголовная ответственность с наказанием в виде лишения свободы сроком до 14 лет. В случае «рецидивов», однополых контактов с несовершеннолетними предусматривается пожизненное лишение свободы; также пожизненное заключение грозит всем ВИЧ-инфицированным, вступающим в однополые контакты. Также в ранг уголовных преступлений с наказанием в виде лишения свободы до 7 лет вводятся «пропаганда гомосексуализма», его публичное проявление, любая правозащитная деятельность ЛГБТ-активистов, вступление в однополый брак, а также и недонесение до властей информации о любых гомосексуальных действиях. От пяти до семи лет тюрьмы предполагалось также для лиц, предоставляющих недвижимость или помещения «для гомосексуальных целей или пропаганды гомосексуализма», что фактически означало запрет на сдачу жилья гомосексуалам.
Предусматриваемая первоначально смертная казнь за особо «тяжёлые случаи гомосексуализма» была вычеркнута из текста законопроекта под международным давлением.
17 января 2014 года стало известно о том, что президент Уганды Йовери Мусевени отказался утвердить принятый законопроект. По словам президента, документ был принят с нарушениями без необходимого кворума. Также он попросил правительство не рассматривать законопроект об ужесточении наказания за гомосексуальность без детального изучения вопроса. По мнению Мусевени, с гомосексуальностью нужно бороться с помощью медицины, улучшением экономики страны и путём предоставления молодежи карьерных возможностей. Однако уже 14 февраля 2014 года Мусевени сообщил членам своей партии о намерении подписать закон. По словам Мусевени, его переубедило некое проведённое в Швеции исследование, которое показало, что у 34 % гомосексуалов гомосексуальность не является врождённой. В то же время по сообщениям американской телекомпании CNN, Мусевени изменил свою точку зрения под влиянием исследования угандских медиков, заявивших о несуществовании «гена гомосексуальности» и сделавших на этой основе вывод о том, что однополая связь является отклонением в сексуальном поведении.
Несмотря на это, 24 февраля 2014 года закон всё же был подписан президентом страны и вступил в силу.
Через несколько дней после принятия закона Всемирный банк отложил выплату средств по кредиту Уганде, предназначенного для развития системы здравоохранения страны, из-за принятого закона. В июне 2014 года США сократили финансирование ряда совместных с властями Уганды программ и ввели санкции против Уганды, включающие, среди прочего, запрет на поездки за границу чиновников, причастных к нарушениям прав человека. Несколько европейских стран, в том числе Дания, Норвегия, Нидерланды и Швеция отказались от гуманитарной помощи Уганде.
1 августа 2014 года Конституционный суд Уганды постановил, что новый закон был принят парламентариями без необходимого кворума и отменил его. После этого исправленная версия закона вновь была внесена на рассмотрение в парламент. Принятие законопроекта ожидается к Рождеству в конце 2014 года.
В марте 2023 года Парламент Уганды принял новый закон, предусматривающий смертную казнь за однополые связи по принуждению с детьми и недееспособными лицами, а также приведшие к заражению ВИЧ-инфекцией.

## ЛГБТ-движение в Уганде
В мае 2011 года угандийская ЛГБТ-активистка Кейша Жаклин Набагесера (англ. Kasha Jacqueline Nabagesera), основательница организации «Свобода и Скитание», получила международную награду — премию Мартина Энналса за защиту прав человека в Уганде. Несмотря на множество угроз в её адрес и физические нападения, она выступала на телевидении и радио Уганды, призывая уважать права ЛГБТ и положить конец гомофобии. Её фотография также появлялась в том номере таблоида «Rolling Stone», который призвал к уничтожению гомосексуалов.
В октябре 2011 года угандийская правозащитная организация «Сексуальные меньшинства Уганды» (MSO) получила в Норвегии премию Рафто «за свою работу, чтобы самые фундаментальные права человека принадлежали всем, и чтобы никто не был жертвой дискриминации по причине сексуальной ориентации или гендерной идентичности».
В ноябре 2011 года активист из Уганды Фрэнк Мугиша стал лауреатом американской правозащитной премии Роберта Кеннеди за то, что он обратил внимание американской общественности на деятельность христианских фундаменталистов из США, в результате которой в Уганде ужесточилась гомофобная политика.

## Отражение в кинематографе
- «Геям здесь не место» (реж. Крис Элкок, Великобритания, 2011) — документальный фильм от BBC. Британский журналист и гей, Скотт Миллз, отправляется в Уганду, чтобы пообщаться с местными гомосексуалами и их противниками, понять, как люди выживают в таких условиях и обратить внимание на эту проблему[39].
- «Зови меня „кучу“»[англ.] (реж. Малика Зухали-Воралл и Кэтрин Фейрфакс Райт; США—Уганда, 2012) — документальный фильм о положении ЛГБТ в Уганде. В октябре 2012 был показан в Санкт-Петербурге, в январе 2013 — в Москве[40][41].
- «Бог любит Уганду» (реж. Роджер Росс Уильямс, США, 2013) — документальный фильм, номинированный на премию Оскар. В центре сюжета — мощное наступление американских евангелистов, направленное на то, чтобы заставить африканцев следовать «закону Библии», в том числе и насильственными способами. Фильм рассказывает об убийствах гомосексуалов, подстрекаемых религиозной пропагандой[42].

## Сводная таблица прав
| Тип | Статус                                         |
| --- | ---------------------------------------------- |
| Однополые отношения                                                                                          | (Наказание: вплоть до пожизненного заключения) |
| Равный возраст согласия                                                                                      | No                                             |
| Антидискриминационные законы только в сфере занятости                                                        | No                                             |
| Антидискриминационные законы по предоставлению товаров и услуг                                               | No                                             |
| Антидискриминационные законы во всех других областях (включая косвенную дискриминацию, разжигание ненависти) | No                                             |
| Однополые браки                                                                                              | (Конституционный запрет с 2005 года)           |
| Признание однополых пар                                                                                      | No                                             |
| Усыновление ребёнка однополыми парами                                                                        | No                                             |
| Усыновление для одиноких людей независимо от сексуальной ориентации                                          | No                                             |
| Разрешение для геев и лесбиянок открыто служить в армии                                                      | No                                             |
| Право изменить юридический пол                                                                               | No                                             |
| Доступ к ЭКО для лесбиянок                                                                                   | No                                             |
| Суррогатное материнство для гей-пар                                                                          | No                                             |
| Разрешение быть донорами крови для МСМ                                                                       | No                                             |